# مستشفى دراو المركزي
مستشفي دراو المركزي هي مستشفي في دراو، أسوان، مصر.

## الوصف
تطوير وتوسعات مستشفى دراو المركزى وبتكلفة تقديرية 307 مليون جنيه وتضم 114 سرير، و3 غرف عمليات كبرى، و 12 عيادة خارجية وصيدلية، و11 غرفة أشعة، و 5 معامل، بالإضافة إلى قسم الغسيل الكلوي بطاقة 31 ماكينة، وقسم للحضانات بطاقة 31 حضانة .
مبني المستشفي والذي يبلغ مساحته 8884 متر مربع، يتكون من مبنى رئيسي، يضم 4 طوابق، بسعة 114 سريرا، تشمل أسرة (العناية المركزة، الإقامة الداخلية، غسيل كلوي، حضانات الأطفال المبتسرين، غرف العمليات الجراحية).